# Zwierzyniec (Tychy)
Zwierzyniec – dzielnica Tychów, dawniej przysiółek, w którym książęta pszczyńscy urządzali polowania.